# Poïkoro
Poïkoro är en ort i Burkina Faso.   Den ligger i regionen Cascades, i den sydvästra delen av landet, 400 km sydväst om huvudstaden Ouagadougou. Poïkoro ligger 354 meter över havet och antalet invånare är 527.
Terrängen runt Poïkoro är platt. Runt Poïkoro är det mycket glesbefolkat, med 3 invånare per kvadratkilometer.. Poïkoro är det största samhället i trakten. 
Omgivningarna runt Poïkoro är huvudsakligen savann.